# Порчини
Порчини (пол. Porczyny) — село в Польщі, у гміні Поддембиці Поддембицького повіту Лодзинського воєводства.
Населення — 182 особи (2011).
У 1975-1998 роках село належало до Серадзького воєводства.

## Демографія
Демографічна структура станом на 31 березня 2011 року:
|          | Загалом | Допрацездатний вік | Працездатний вік | Постпрацездатний вік |
| -------- | ------- | ------------------ | ---------------- | -------------------- |
| Чоловіки | 94      | 19                 | 65               | 10                   |
| Жінки    | 88      | 16                 | 52               | 20                   |
| Разом    | 182     | 35                 | 117              | 30                   |